# Cliona vallartense
Cliona vallartense är en svampdjursart som beskrevs av Carballo, Cruz-Barraza och Gomez 2004. Cliona vallartense ingår i släktet Cliona och familjen borrsvampar. Inga underarter finns listade i Catalogue of Life.